# Улица Юрия Мезенцева
Улица Юрия Мезенцева (укр. Вулиця Юрія Мезенцева) — улица в Деснянском районе города Чернигова. Пролегает от тупика возле улицы Гончая до улицы Стрелецкая, исторически сложившаяся местность (район) Курганка.
Примыкают улицы Елены Белевич, Семёна Лощенко (Полины Осипенко), Героев Чернобыля, Партизанская, Лётная, Лётный переулок.

## История
Улица Котовского проложена в начале 1930-х годов. Названа в честь российского революционера Григория Ивановича Котовского.
В 1940 году улица получила название улица Долорес Ибаррури — в честь деятеля испанского и международного коммунистического движения Долорес Ибаррури.
12 февраля 2016 года улица получила современное название в честь советского конструктора, уроженца Чернигова Юрия Борисовича Мезенцева, согласно Распоряжению городского главы В. А. Атрошенко Черниговского городского совета № 46-р «Про переименование улиц и переулков города» («Про перейменування вулиць та провулків міста»)

## Застройка
Парная и непарная стороны улицы заняты усадебной застройкой. Конец улицы непарная сторона занята усадебной застройкой, парная — зелёные насаждения. В стороне между застройкой улиц Лётная и Олега Кошевого расположен один многоэтажный дом (№ 80).
Учреждения: нет. 
Улицу Юрия Мезенцева от улицы Гончая разделяет (нет автомобильного проезда) река Черторыйка.